# Drive (canção de R.E.M.)
"Drive" é uma canção da banda americana R.E.M. que abre o oitavo álbum de estúdio da banda, Automatic for the People, lançado em 1992. Apesar de não ter feito um sucesso comparado a outros singles da banda, como "Losing My Religion", "Stand" ou "The One I Love" nos Estados Unidos, possibilitou o R.E.M. de ter sua melhor posição nas paradas do Reino Unido na época (11.º lugar). Alcançou o 28.º lugar no Top 100 dos Estados Unidos, além de ter ficado em primeiro lugar no Modern Rock Tracks e em segundo lugar no Mainstream Rock Tracks.
A música foi inserida na compilação In Time: The Best of R.E.M. 1988-2003, a sétima compilação da banda, Também foi inserida no DVD Perfect Square e também no álbum ao vivo R.E.M. Live.

## Posição nas paradas musicais
| Parada (1992–1993)                             | Melhor posição |
| ---------------------------------------------- | -------------- |
| Austrália (ARIA)                               | 34             |
| Áustria (Ö3 Austria Top 75)                    | 11             |
| Bélgica (Ultratop 50 de Flandres)              | 13             |
| Canadá (RPM Top Singles)                       | 7              |
| Europa (Eurochart Hot 100)                     | 20             |
| Finlândia (Suomen virallinen lista)            | 11             |
| Alemanha (Offizielle Deutsche Charts)          | 13             |
| Grécia (Pop + Rock)                            | 4              |
| Irlanda (IRMA)                                 | 4              |
| Países Baixos (Dutch Top 40)                   | 15             |
| Países Baixos (Single Top 100)                 | 13             |
| Nova Zelândia (Recorded Music NZ)              | 5              |
| Noruega (VG-lista)                             | 3              |
| Portugal (AFP)                                 | 10             |
| Suécia (Sverigetopplistan)                     | 24             |
| Suíça (Schweizer Hitparade)                    | 7              |
| Reino Unido (UK Singles Chart)                 | 11             |
| Estados Unidos (Billboard Hot 100)             | 28             |
| Estados Unidos (Billboard Alternative Airplay) | 1              |
| Estados Unidos (Billboard Mainstream Rock)     | 2              |
| Estados Unidos (Billboard Mainstream Top 40)   | 23             |
| Estados Unidos (Cash Box Top 100)              | 23             |

| Parada (1992)            | Posição |
| ------------------------ | ------- |
| Canadá (RPM Top Singles) | 52      |

| Parada (1993)            | Posição |
| ------------------------ | ------- |
| Canadá (RPM Top Singles) | 95      |